# Moon Geun-young
Moon Geun-Young (문근영) est une actrice sud-coréenne née le 6 mai 1987 à Gwangju, Corée du Sud.

## Biographie
Moon Geun Young a débuté très jeune, à l'âge de 12 ans, et a gardé depuis le début de sa carrière le surnom de Petite sœur de la Nation. 
Elle commença par jouer divers rôles dans des séries et docu-fictions coréennes. Sa carrière décolla avec le désormais connu Autumn in My Heart, My Little Bride, Innocent Steps ou le dernier Love Me Not. 
Depuis 2003, elle est l'ambassadrice de diverses marques publicitaires et d'événements ponctuels de sa région natale et des environs. Elle étudie la littérature à la Gwangju Kukje High School puis à l'université Sungkyunkwan. 

## Filmographie
- 1999 : On the Way
- 2002 : Lovers' Concerto
- 2003 : Deux Sœurs
- 2004 : My Little Bride
- 2005 : Innocent Steps
- 2006 : Love Me Not
- 2014 : Sado de Lee Joon-ik : la princesse Hong
- 2019 : Catch the ghost (serie tv)